# Cizrna

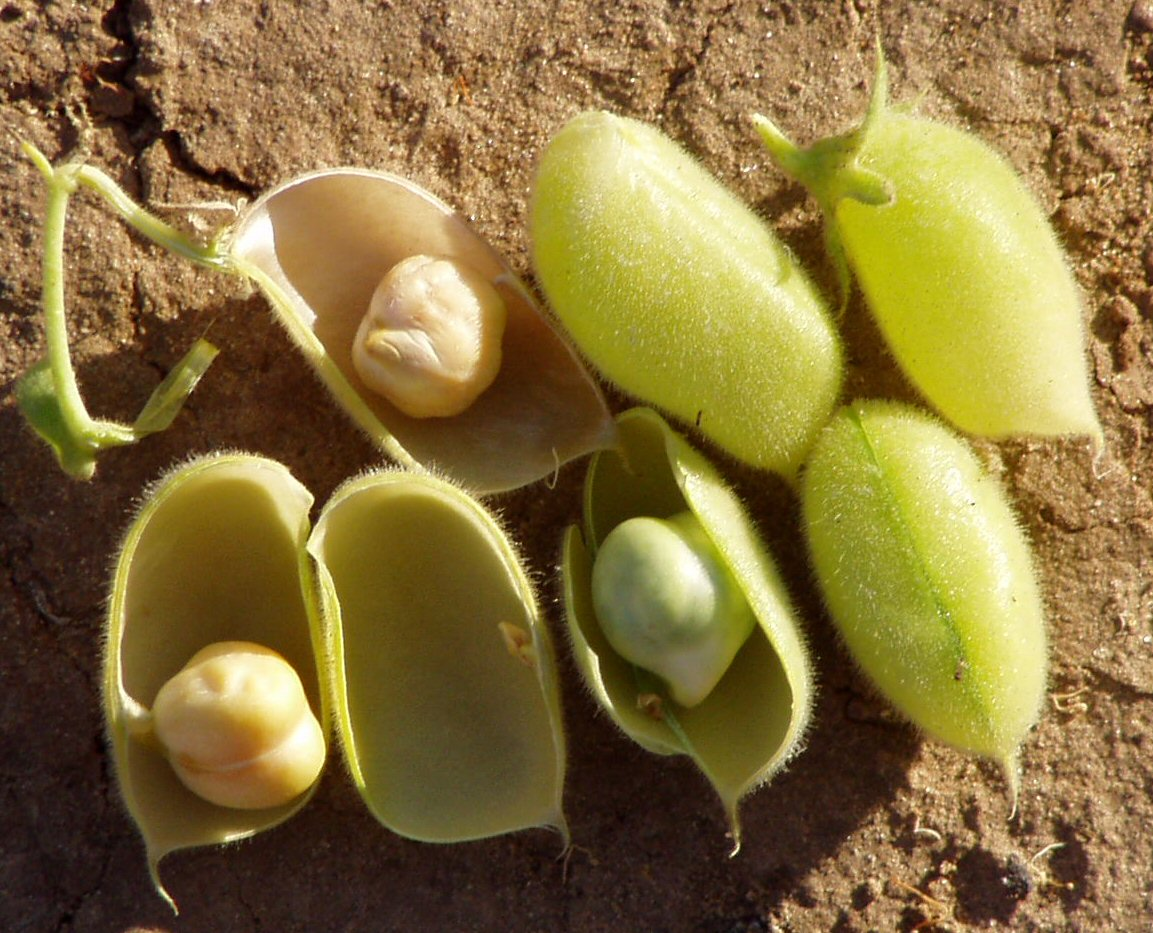
Plody cizrny beraní

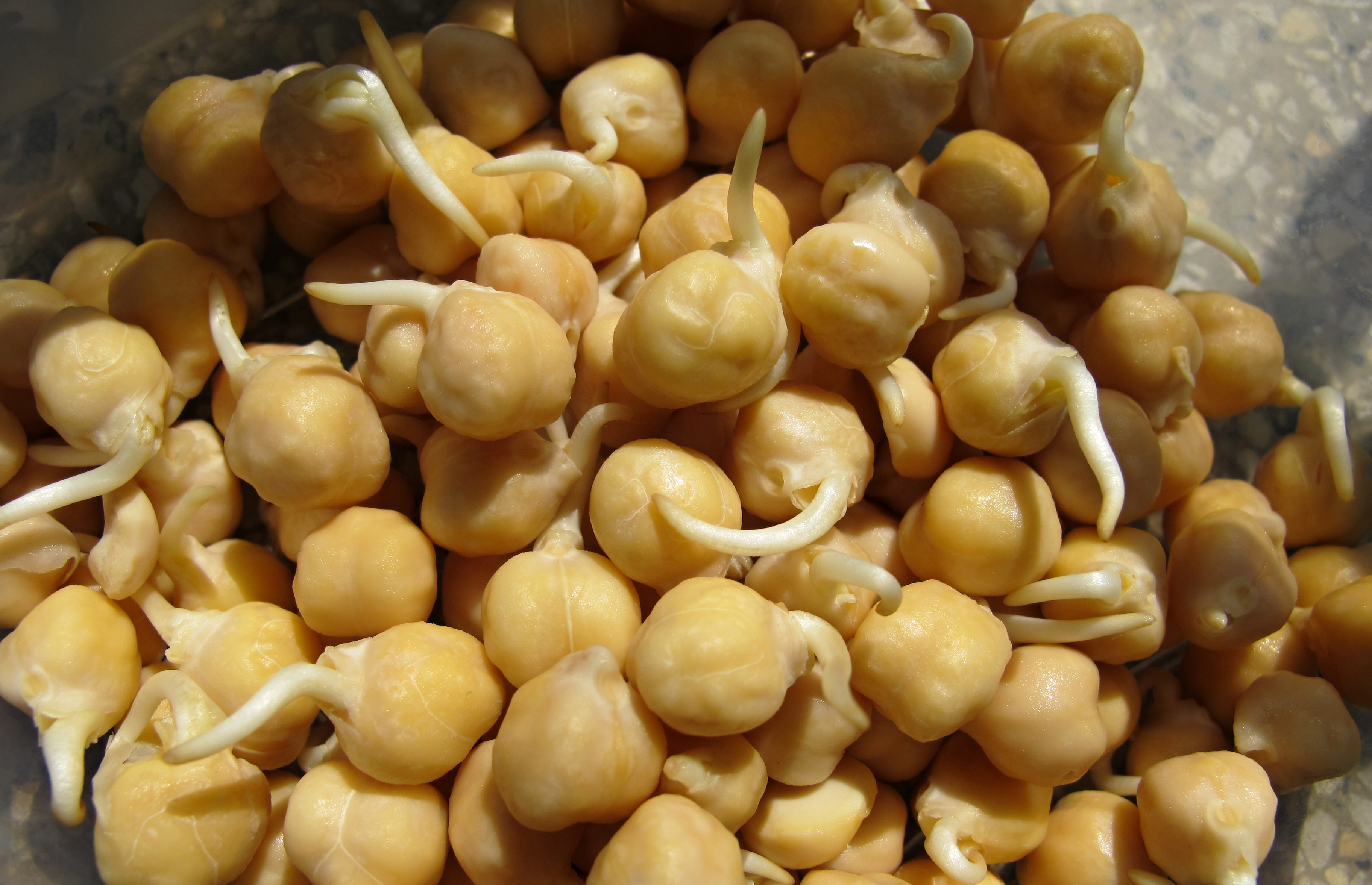
Naklíčená cizrna

Cizrna (Cicer) je rod rostlin z čeledi bobovité a jediný rod tribu Cicereae. Jsou to jednoleté nebo vytrvalé byliny se složenými listy a motýlovitými květy. Je známo přibližně 43 druhů. Rod je rozšířen v jihovýchodní Evropě, Asii, severovýchodní Africe a Arábii.
Druh cizrna beraní (Cicer arietinum), známý také jako římský hrách, byl domestikován již v dávných dobách a je pěstován jako luštěnina.

## Charakteristika
Cizrny jsou jednoleté nebo vytrvalé byliny se složenými listy. Rostliny jsou pokryty žláznatými chlupy. Listy mohou být lichozpeřené nebo sudozpeřené s vřetenem listu na konci přecházejícím v úponku. Lístků je ve složených listech 3 až mnoho a jsou na okraji zubaté. Palisty jsou na okraji zubaté. Květy jsou jednotlivé nebo v chudých úžlabních hroznech. Kalich je zakončen 5 stejnými nebo nestejnými zuby. Koruna má typickou skladbu květů bobovitých a je nejčastěji bílá, fialová nebo růžová. Tyčinek je deset, devět z nich je srostlých nitkami, jedna horní je volná. Semeník je chlupatý, s lysou čnělkou. Plodem je plochý nezaškrcovaný lusk pukající oběma švy a obsahující jedno až deset semen. Semena jsou kulovitá.

## Rozšíření
Rod cizrna zahrnuje asi 43 druhů a je rozšířen od východního Středomoří po Střední Asii. Izolované arely jsou také v Maroku, Etiopii a na Kanárských ostrovech. Nejvíce planě rostoucích druhů se vyskytuje ve střední a západní Asii, kde se cizrny objevují od nížin až po pětitisícová pohoří.
V České republice je zřídka pěstována cizrna beraní a výjimečně zplaňuje. V evropské květeně je tento rod zastoupen celkem 4 druhy. Mimo pěstované a zplaňující cizrny beraní se v jihovýchodní Evropě vyskytují druhy Cicer incisum a C. montbretii a v Řecku endemický druh C. graecum.

## Význam a využití
Cizrna beraní je celosvětově třetí nejvýznamnější luštěnina po hrachu setém a fazolu obecném. Byla zřejmě vyšlechtěna před 7000 lety v oblasti jihovýchodního Turecka nebo v Sýrii, a to pravděpodobně z divokého druhu Cicer reticulatum. V současné době je největším producentem cizrny Indie, pěstuje se však i v jiných klimaticky příhodných oblastech světa, zvláště na Blízkém východě, v severní Africe, ale i v Mexiku. Mimo potraviny se pěstuje i ke krmným účelům.

## Celosvětová produkce
Dlouhodobě daleko největším producentem cizrny je Indie, její podíl každoročně přesahuje 70 procent celosvětové produkce. Ta v roce 2020 dle oficiálních statistik FAO činila přibližně 15,1 miliónu tun. Podíl Indie v tomto roce byl dokonce přes 73 procent (viz tabulka 1), na druhém místě (již s velkým odstupem) je Turecko, země na třetím až pátém místě (Pákistán, Myanmar a Etiopie) produkují přibližně stejný objem (v jednotlivých letech pochopitelně individuálně kolísá). Celkem podle statistik Organizace pro výživu a zemědělství vykazuje nějakou produkci cizrny na padesát zemí, z tabulky 1 je ale zřejmé, že podíl prvních sedmi zemí na celosvětové produkci je přes 90 procent, podíl 20 zemí je pak přes 99 procent. Produkce zbylých cca 30 zemí je tedy z globálního hlediska zanedbatelná.
| Pořadí | Země        | Tisíce tun | Podíl [%] | Kumulat. podíl [%] |
| ------ | ----------- | ---------- | --------- | ------------------ |
| 1      | Indie       | 11 080     | 73,4      | 73,4               |
| 2      | Turecko     | 630        | 4,2       | 77,5               |
| 3      | Pákistán    | 498        | 3,3       | 80,8               |
| 4      | Myanmar     | 482        | 3,2       | 84,0               |
| 5      | Etiopie     | 457        | 3,0       | 87,1               |
| 6      | Rusko       | 291        | 1,9       | 89,0               |
| 7      | Austrálie   | 281        | 1,9       | 90,9               |
| 8      | Írán        | 227        | 1,5       | 92,4               |
| 9      | Kanada      | 214        | 1,4       | 93,8               |
| 10     | USA         | 194        | 1,3       | 95,1               |
| 11     | Argentina   | 177        | 1,2       | 96,2               |
| 12     | Mexiko      | 126        | 0,8       | 97,1               |
| 13     | Súdán       | 84         | 0,6       | 97,6               |
| 14     | Sýrie       | 64         | 0,4       | 98,0               |
| 15     | Maroko      | 50         | 0,3       | 98,4               |
| 16     | Tanzanie    | 47         | 0,3       | 98,7               |
| 17     | Jemen       | 42         | 0,3       | 99,0               |
| 18     | Alžír       | 40         | 0,3       | 99,2               |
| 19     | Čína        | 16         | 0,1       | 99,3               |
| 20     | Uzbekistán  | 12         | 0,1       | 99,4               |
| —      | Celkem svět | 15 100     | 100,0     | 100,0              |

## Systematika
Druhy tohoto rodu se dále rozřazují do čtyř podrodů (někdy se volí poněkud jiný systém, 2 podrody a v rámci nich ještě sekce)
- Monocicer – např. pěstovaná cizrna beraní a některé jednoletky
- Chamaecicer – cizrny horských asijských oblastí
- Polycicer – 25 vytrvalých druhů cizrn
- Acanthocicer – vytrvalé rostliny střední Asie